# Minstrel Point
Der Minstrel Point ist eine Landspitze an der Westküste von Elephant Island im Archipel der Südlichen Shetlandinseln. Sie liegt zwischen dem Kap Lindsey und dem Kap Yelcho.
Teilnehmer der britischen Joint Services Expedition to Elephant Island (1970–1971) nahmen die Benennung vor. Namensgeber ist die Brigg Minstrel, ein britischer Robbenfänger aus London unter Kapitän Christopher MacGregor, der im Februar 1821 unweit zu dieser Landspitze geankert hatte.